# Rio Ijora
O rio Ijora (em russo:  Ижора) é um rio do nordeste da Rússia que nasce no planalto de Ijora, perto de Skoritsy. É um afluente esquerdo do Neva que percorre 76 km antes de desembocar. O nome provém do povo fino-úgrico Ijoras que anteriormente habitavam esses lugares.